# Parafia Chrystusa Króla w Siedliskach
Parafia Chrystusa Króla w Siedliskach – parafia rzymskokatolicka z siedzibą w Siedliskach, znajdująca się w diecezji tarnowskiej, w dekanacie Tuchów.